# Myloplus nigrolineatus
Myloplus nigrolineatus — вид харациноподібних риб підродини Myleinae, родини піраньєвих. Описаний у 2020 році.

## Поширення
Ендемік Бразилії. Вид широко поширений в басейні Амазонки.

## Опис
Тіло завдовжки 14-23 см, заввишки 6-7 см. Тіло сріблятого або свинцево-сірого кольору з розсіяними помаранчевими цятками. Вздовж бічної лінії лежить ряд чорних лусочок.